# バトルミュージックコレクション
『バトルミュージックコレクション』は、日本コロムビアから発売されたコンピレーション・アルバムシリーズの名称。

## 概要
1995年から1997年にかけて、東映制作による特撮テレビドラマシリーズを中心にシリーズが展開された他、2022年には円谷プロダクション制作のウルトラマンシリーズからも、シリーズ名やコンセプトを同じくしたアルバムシリーズが発売された。
本来の企画意図は、その名の通りバトルシーンなどにおいて印象的に使用された楽曲を集めるというものであったが、一方で当初から「企画時点で未商品化の楽曲を可能な限り商品化する」という側面も有しており、中には収録曲のほとんど、あるいは全曲が初商品化というものもある。
明確に完結したラインナップもあるが、正式なアナウンスがないままリリースを停止したため、未完のままになっているものもある。

## ラインナップ

### メタルヒーローシリーズ
バトルミュージックコレクションとして最初に展開が開始されたシリーズ。第1巻は発売当時の最新3作、第2巻は遡ってレスキューポリスシリーズ、第3巻はさらに遡って宇宙刑事シリーズ、第4巻は宇宙刑事シリーズ以外で渡辺宙明が音楽を担当した作品、という変則的な順番で発売された。『超人機メタルダー』と『世界忍者戦ジライヤ』、そして『ビーファイターカブト』以降の作品については網羅されていない。
- 東映メタルヒーロー バトルミュージックコレクション（1995年12月21日）
  - 『特捜ロボ ジャンパーソン』から『重甲ビーファイター』までの楽曲を収録。
- 東映メタルヒーロー バトルミュージックコレクションVol.2（1996年9月21日）
  - レスキューポリスシリーズの楽曲を収録。『特救指令ソルブレイン』の主題歌（テレビサイズ）以外は初CD化。
- 東映メタルヒーロー バトルミュージックコクレクションVol.3（1997年1月21日）
  - 宇宙刑事シリーズの楽曲を収録。全曲初CD化と謳われている一方、実際には各作品の主題歌のインストゥルメンタル（1コーラス+ハーフに編集）については、いずれもこれより以前に『宇宙刑事グラフィティ 総集編』(1985年発売のレコード)や『復活!栄光の東映ヒーローVol.1』（1988年にCD化）にも、同様のフォーマットにて収録済みである。
- 東映メタルヒーロー バトルミュージックコレクションVol.4（1997年9月20日）
  - 『巨獣特捜ジャスピオン』『時空戦士スピルバン』『機動刑事ジバン』の楽曲を収録。

### 仮面ライダーシリーズ
展開当時、コロムビアが音源を所有していた昭和仮面ライダーシリーズの全作品を対象としており、全2巻で完結扱いとされている。
- 仮面ライダー バトルミュージックコレクション（1996年1月20日）
  - 『仮面ライダー』から『仮面ライダーストロンガー』までの楽曲を収録。
- 仮面ライダー バトルミュージックコレクション2（1996年7月20日）
  - 『仮面ライダー (スカイライダー)』から『仮面ライダーBLACK RX』までの楽曲を収録。

### スーパー戦隊シリーズ
スーパー戦隊シリーズについては、展開当時シリーズ名が明確に定まっていなかった事もあり、便宜上「東映戦隊」と呼称の上で、巨大戦の楽曲を対象にした「東映戦隊ロボ」、等身大バトルのBGMを取り上げた「東映戦隊ヒーロー」に分けて発売された。このうち前者は『バトルフィーバーJ』から『超力戦隊オーレンジャー』までを対象として一応完結扱いとされているのに対し、後者は『秘密戦隊ゴレンジャー』を起点としながらも未完となっている。

#### 東映戦隊ロボ
- 東映戦隊ロボ バトルミュージックコレクション（1996年2月21日）
  - 『バトルフィーバーJ』から『科学戦隊ダイナマン』までの楽曲を収録。
- 東映戦隊ロボ バトルミュージックコレクション2（1996年3月20日）
  - 『超電子バイオマン』から『超獣戦隊ライブマン』までの楽曲を収録。
- 東映戦隊ロボ バトルミュージックコレクション3（1996年6月21日）
  - 『高速戦隊ターボレンジャー』から『恐竜戦隊ジュウレンジャー』までの楽曲を収録。
- 東映戦隊ロボ バトルミュージックコレクション4（1996年8月21日）
  - 『五星戦隊ダイレンジャー』から『超力戦隊オーレンジャー』までの楽曲を収録。

#### 東映戦隊ヒーロー
- 東映戦隊ヒーロー バトルミュージックコレクション（1997年3月20日）
  - 『秘密戦隊ゴレンジャー』から『バトルフィーバーJ』までの楽曲を収録。
- 東映戦隊ヒーロー バトルミュージックコレクションVol.2（1997年7月19日）
  - 『電子戦隊デンジマン』から『大戦隊ゴーグルファイブ』までの楽曲を収録。全曲初CD化。
    - 「ああ電子戦隊デンジマン（真TVサイズ）」は、楽曲解説には「放送で使われた形を再現した」との記載があるが、実際にはイントロが未編集のままになっている。
    - 「太陽戦隊サンバルカン（インストゥルメンタル）」と「若さはプラズマ（インストゥルメンタル）」は、楽曲解説には「音源が発見された」と記載されているが、これは事実誤認で当時は実際には発見されておらず、代わりにコーラスなしのカラオケが収録されている。これらのインストゥルメンタル版は後に発見され、同作品のCD-R盤・受注生産にてライナーの楽曲解説のとおり収録されたが、そのことについては公式な発表はなされておらず、たまたまそのことに気づいた購入者からの報告にて発覚したという経緯がある。またインストゥルメンタル版のうち前者のみ、2001年発売のコンピレーションアルバム『合体魂』にボーナストラックとして収録されたが、前述の通りCD-R盤への収録が未発表であったため、同アルバムのライナーには初収録と記されている他、収録時間の編成上フルコーラスではなく2コーラスに編集されている。

### ウルトラシリーズ
ウルトラマンシリーズの戦闘BGMをフィーチャーしたアルバムで、CDとしてのリリースの他、サブスクリプションとしての配信も実施されている。全3巻を昭和、平成、そしてニュージェネレーションと分け、一部の作品を除きリリース当時の最新作である『ウルトラマントリガー NEW GENERATION TIGA』までを網羅している。
- 勝利確定!ウルトラヒーロー バトル・ミュージック・コレクション 昭和編（2022年3月23日）
  - 『ウルトラマン』から『ウルトラマンパワード』までの楽曲の内、アニメ作品も含めて収録。CD版についてはこの巻のみ、ディスク1枚のみとなっている（以降の巻は各巻2枚）。
- 勝利確定!ウルトラヒーロー バトル・ミュージック・コレクション 平成編（2022年3月23日）
  - 『ウルトラマンティガ』から『ウルトラマンメビウス』までのテレビシリーズ、および映画作品の楽曲を収録。
- 勝利確定!ウルトラヒーロー バトル・ミュージック・コレクション ニュージェネレーション編（2022年3月23日）
  - 『ウルトラマンギンガ』から『ウルトラマントリガー NEW GENERATION TIGA』までのテレビシリーズ、および映画作品の楽曲を収録。このうち『ウルトラマンZ』と『ウルトラマントリガー』の楽曲は初CD化となる。